# Kap Darnley (Südgeorgien)
Kap Darnley ist ein Kap an der südlich zentralen Küste Südgeorgiens. Sie begrenzt südöstlich die Einfahrt zur Jacobsen Bight.
Namensgeber des Kaps ist Ernest Rowland Darnley (1875–1944), der von 1923 bis 1933 Leiter des Ausschusses zu den britischen Discovery Investigations war.